# Саннекс, Энн
Патриция Энн Саннекс (англ. Patricia Anne Sunnucks; 21 февраля 1927 — 22 ноября 2014) — английская шахматистка, международный мастер (1954) среди женщин. Шахматная журналистка. Автор-составитель «Энциклопедии шахмат» (1970).
Трёхкратная чемпионка Великобритании (1957—1958, 1964).
На зональном турнире (1954) в Херцег-Нови — 2-е место, но в турнире претенденток (1955) не играла.
В составе сборной Англии участница 3-х Олимпиад (1966, 1972—1974) и матча против СССР 1954 года (уступила К. А. Зворыкиной).

## Изменения рейтинга
| Графики недоступны из-за технических проблем. См. информацию на Фабрикаторе и на mediawiki.org. |